# تام آدامز (سیاستمدار)
تام آدامز (انگلیسی: Tom Adams; زاده ۲۴ سپتامبر ۱۹۳۱ – درگذشته ۱۱ مارس ۱۹۸۵) سیاست‌مدار و وکیل اهل باربادوس بود. وی از ۸ سپتامبر ۱۹۷۶ تا ۱۱ مارس ۱۹۸۵ نخست‌وزیر باربادوس بود.
تام آدامز در ۱۱ مارس ۱۹۸۵، در سن ۵۳ سالگی بر اثر سکته قلبی درگذشت.